# Soutysky
Soutysky (ukrainien : Сутиски) est une commune urbaine de l'oblast de Vinnytsia, en Ukraine. Elle compte 5 938 habitants en 2021.